# Vladislav Hřímalý
Vladislav Josef Hřímalý (11. března 1895 Rožmitál pod Třemšínem – 6. července 1936 Praha) byl český grafik, ilustrátor a malíř.

## Životopis
Narodil se 11. ledna 1895 v Rožmitále pod Třemšínem do rodiny sklenáře Františka Hřímalého a jeho ženy Marie rozené Vackové. Po otcově smrti se rodina přestěhovala do Prahy, kde Hřímalý začal studovat na akademii výtvarných umění u Maxe Švabinského. Nejdříve se věnoval krajinomalbě, ale pod vlivem Švabinského se zaměřil na grafiku. Používal různé techniky – tužku, křídu, uhel, pastel, lept a další. Věnoval se knižní ilustraci a leptaným exlibris. Známé jsou hlavně jeho grafiky s krajinářskou a sociální tematikou nebo motivy z divadelního a cirkusového prostředí. Hřímalý bydlel v Praze, ale občas jezdil do svého rodiště. Řada jeho grafických listů a velká olejomalba s motivem rodného města se nachází v Podbrdském muzeu. V rožmitálské radnici je vystaven jeho obraz městské brány, kterou namaloval podle vzpomínek pamětníků v době, když již byla brána zbourána. Vytvořil také ilustrace k textům rožmitálského spisovatele Rudolfa R. Hofmeistera. Ilustroval např. obálku jeho knihy Uštvaný génius. Ve 30. letech 20. století při příležitosti návštěvy arcibiskupa Karla Kašpara v Rožmitále pod Třemšínem, vytvořil kresby na jídelní lístky pro Penzion Třemšín.
V roce 2019 byly při demolici domu ve Starém Rožmitále nalezeny dokumenty schované za pamětní deskou Bartoloměje Sadílka, vůdce rožmitálského selského povstání. Mezi dokumenty byl i umělecky vyvedený opis z rožmitálského urbáře informující o selské vzpouře v roce 1740, který zhotovil Vladislav Hřímalý.

## Dílo

### Ilustrace knih
- Neznámá dramata, R. R. Hofmeister, Praha: Jan Svátek, 1923
- Kořeny, R. R. Hofmeister, Česká Třebová: Lukavský, 1924[10]
- Černožlutý mumraj, Jan Václav Rosůlek, Praha: Družstevní práce, 1925
- Probíjení, R. R. Hofmeister, Mladá Boleslav: Vačlena, 1926
- Zlá tma, Anna Maria Tilschová, Praha: Sfinx, 1928
- Město Rožmitál a jeho okolí, František Augustin Slavík, Literární kruh Rožmitál, II. rozšířené vydání, 1930[11]
- Uštvaný genius, R. R. Hofmeister, Praha: Spolek rodáků a přátel města Rožmitálu pod Třemšínem, 1934

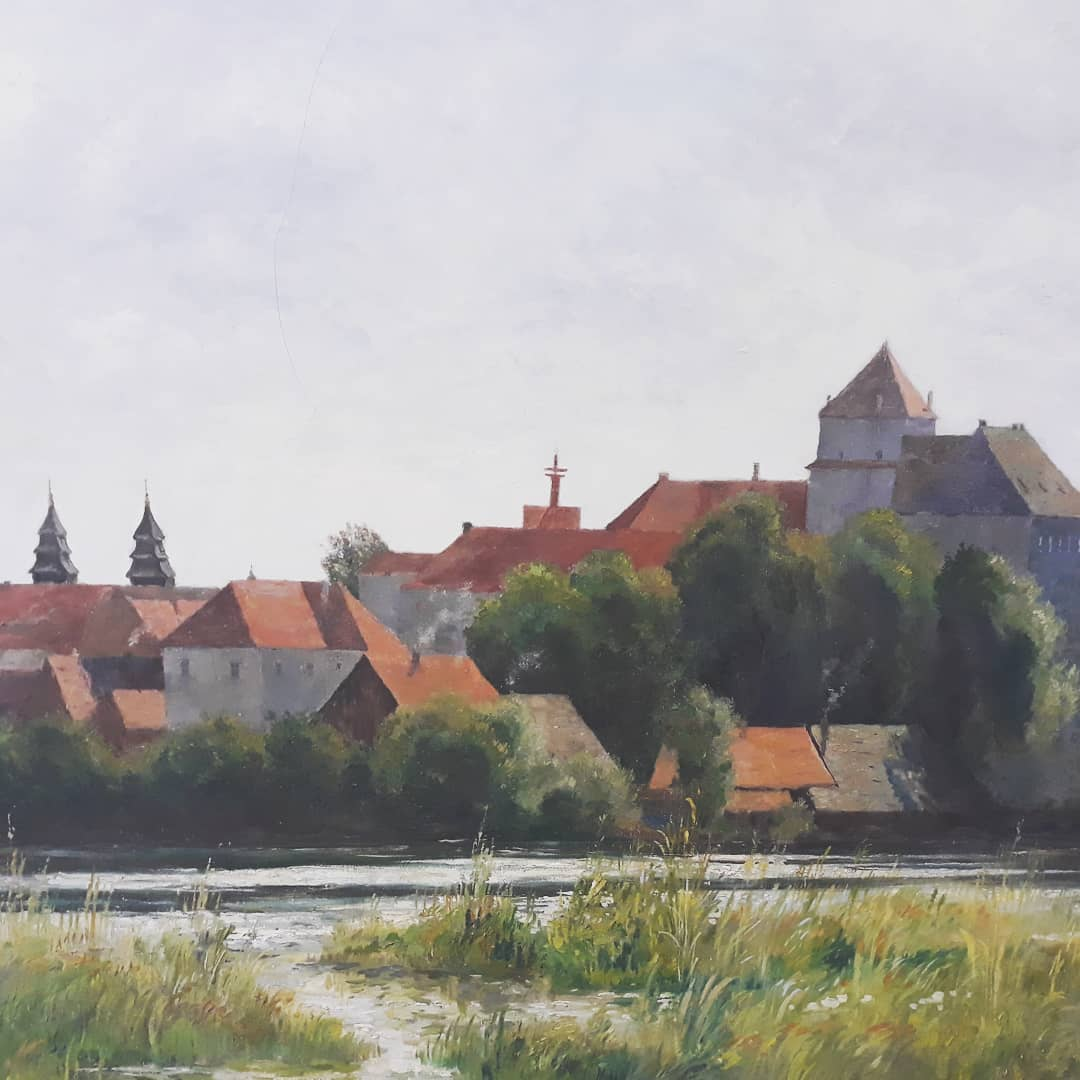
Pohled na Rožmitál, olejomalba, Podbrdské muzeum
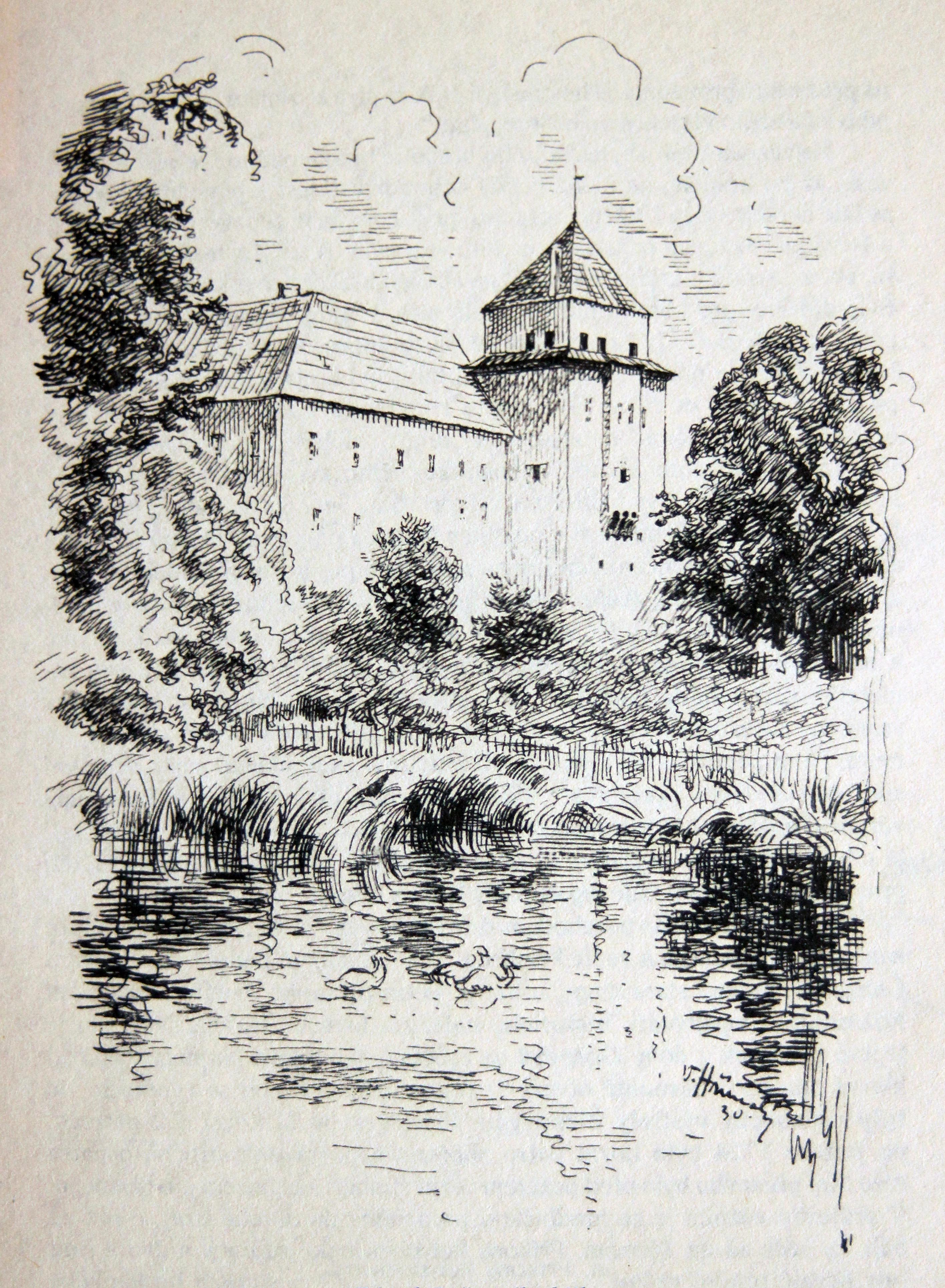
Zámek Rožmitál, Město Rožmitál a jeho okolí
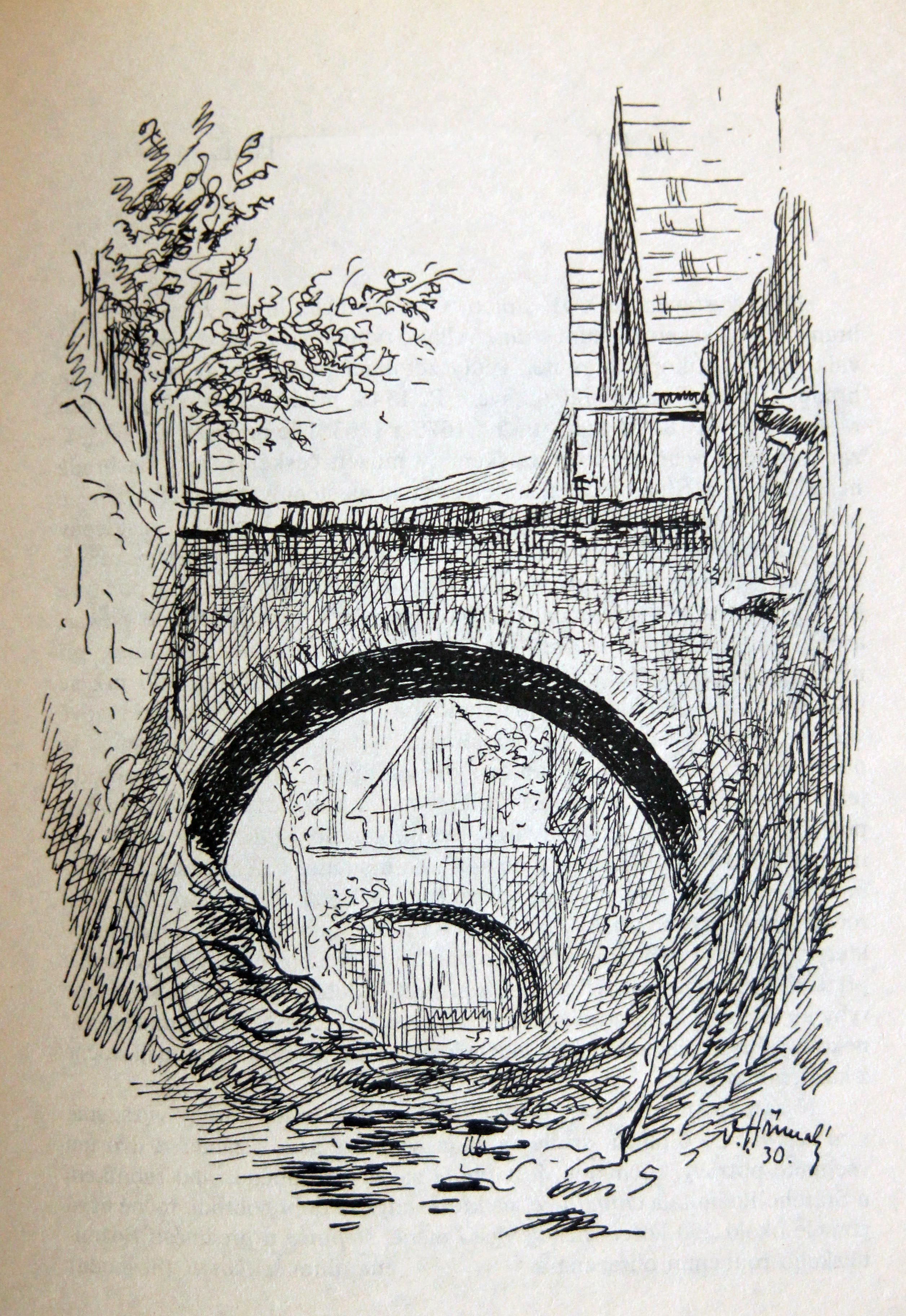
Jalový potok, Město Rožmitál a jeho okolí
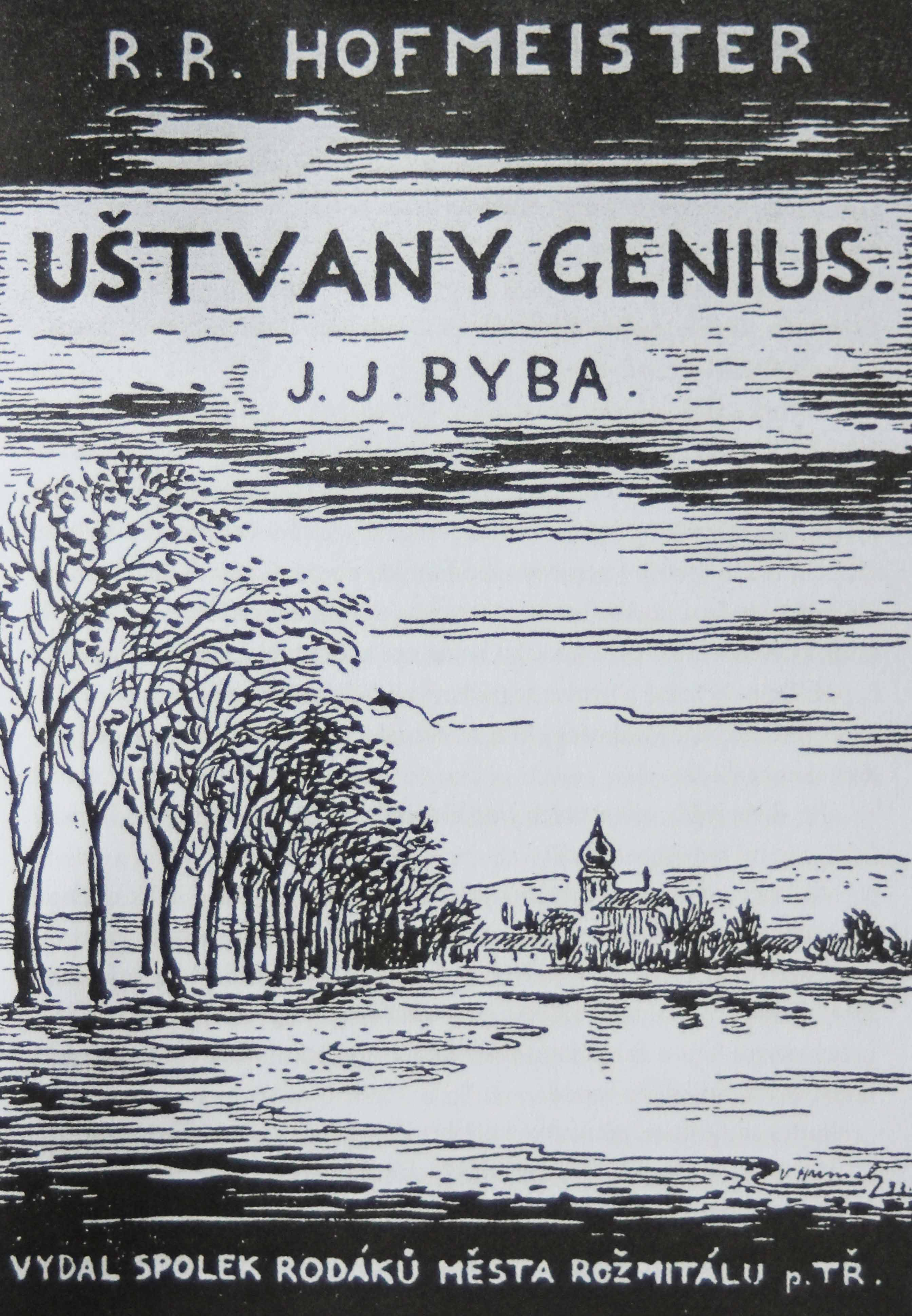
Obálka knihy Uštvaný génius